# فینگر ایلون
فینگر ایلون (به انگلیسی: Finger Eleven) یک گروه راک کانادایی از برلینگتون، انتاریو است که در سال ۱۹۹۰ شکل گرفت. آن‌ها در کل ۷ آلبوم استدیویی (۶ آلبوم با عنوان گروه فینگر ایلون و ۱ آلبوم با عنوان گروه Rainbow Butt Monkeys) منتشر کردند که انتشار آلبوم "The Greyest of Blue Skies" آن‌ها را روی کار آورد. آلبومی که با نام خود گروه (فینگر ایلون) سال ۲۰۰۳ منتشر شد رتبه فروش طلایی در آمریکا و پلاتینی در کانادا را به دست آورد که بیشتر برای تک آهنگ "One Thing" در آن آلبوم بود که همین آهنگ باعث قرارگرفتن این بند برای اولین بار در ۱۰۰ آهنگ برتر مجله بیلبورد (Billboard Hot 100 Chart) با رتبه ۱۶ از ۱۰۰ شد. این بند برنده جایزه جونو در سال ۲۰۰۸ برای آلبوم راک شد.

## اعضای گروه
Scott Anderson - خواننده
James Black - گیتار، خواننده
Rick Jackett - گیتار
Sean Anderson - بیس
Steve Molella - درامز

Timeline

## اعضای سابق
Rob Gommerman - درامز
Rich Beddoe - درامز

## آلبوم‌ها
به عنوان Rainbow Butt Monkeys
- (Letters from Chutney (1995

به عنوان فینگر ایلون
- (Tip (1997
- (The Greyest of Blue Skies (2000
- (Finger Eleven (2003
- (Them vs. You vs. Me (2007
- (Five Crooked Lines (2015
- (Five Crooked Lines (2015